# Bulbophyllum nummularia
Bulbophyllum nummularia é uma espécie de orquídea (família Orchidaceae) pertencente ao gênero Bulbophyllum. Foi descrita por Hermann Wendland, Friedrich Fritz Wilhelm Ludwig Kraenzlin e Robert Allen Rolfe em 1897.